# Henry Zvi Lothane
Henry Z'vi Lothane, M.D., es un psiquiatra americano, psicoanalista, educador y autor. Lothane Es actualmente Profesor Clínico en Escuela Icahn de Medicina en Monte Sinai, Ciudad de Nueva York, especializando en el área de psicoterapia. Es el autor de alrededor de ochenta artículos y revisiones en varios temas en psiquiatría, psicoanálisis e historia de la psicoterapia, así como el autor de un libro en el famoso caso Schreber, titulado En Defensa de Schreber. Asesinato de alma. En este libro examina la vida y trabajo de Daniel Paul Schreber en relación al trasfondo de la psiquiatría y psicoanálisis del siglo XIX y de principios del XX.

## Vida y trabajo
Lothane Nació en Lublin, Polonia en 1934, en una familia judía. Con la división de Polonia entre los alemanes y los soviéticos en 1939, la familia huyó a la parte oriental de Polonia, que entonces estaba bajo control ruso, donde vivieron de 1939 a 1941. Poco antes de la invasión alemana de Rusia en 1941, el padre de Lothane se ofreció de voluntario para emigrar a Rusia y así salvar a su familia de la aniquilación. En 1946, la familia regresa a Lublin, donde acude a la escuela primaria. Asiste a la preparatoria hasta 1950, cuando la familia emigra a Israel. Lothane se graduó del instituto Ohel Shem en Ramat Gan, Israel. Habiendo demostrado un talento innato para los idiomas, Lothane trabajó como traductor militar durante su servicio en las Fuerzas de Defensa del Israel. Después de su baja en las Fuerzas de Defensa, Lothane estudió en la Escuela Médica Hadassah de la Universidad hebrea en Jerusalén, de la que se graduó con un doctorado en 1960. Después de completar su internado en el Hospital Beilinson en Petach Tikwa en 1962, Lothane empezó su residencia en el Talbieh Hospital Psiquiátrico de Jerusalén, al mando de psiquiatra y psicoanalista Heinrich Winnick. En 1963 emigra con su mujer e hija a los Estados Unidos y completó su residencia en el Strong Memorial Hospital en Rochester NY, presidido por el Prof. John Romano. Lothane fue Jefe de Unidad en el Hospital Psiquiátrico Hillside en Nueva York, de 1963 a 1969. De 1966 a 1972, Lothane estudió psicoanálisis en el Instituto Psicoanalítico de Nueva York.
Desde 1969, Lothane ha sido un miembro de la facultad en el Escuela Icahn de Medicina en Monte Sinai, de Nueva York, donde ha ostentado el rango de Profesor Clínico de Psiquiatría. En su práctica privada, Lothane trabaja como psiquiatra, psicoterapeuta y psicoanalista. A principios de 1994, Lothane trabajó para el consulado alemán en Nueva York como experto en psiquiatría, evaluando las reclamaciones de restitución de supervivientes del Holocausto, incluyendo aquellos de Auschwitz (cuya celebración del 70.º aniversario de su liberación había sucedido recientemente). Lothane es un Socio distinguido de la Asociación Psiquiátrica americana y un miembro de la Asociación Psicoanalítica americana así como la Asociación Psicoanalítica Internacional. Anteriormente fue Presidente de la Sociedad Americana de Médicos Psicoanalistas.
Las publicaciones de Lothane abarcan un número de temas en psiquiatría, psicoanálisis, y psicoterapia. Entre las áreas importantes en qué Lothane ha publicado es (1) la historia del psicoanálisis (incluyendo estudios de Sigmund Freud, Carl G. Jung, Daniel Paul Schreber, Sabina Spielrein, y psicoanálisis bajo el nazismo), (2) metodología, técnica clínica y psicoanálisis contemporáneo, (3) amor y sexo, y (4) «dramatología» una aproximación a la técnica y trabajo clínicos qué Lothane ha desarrollado. En muchos casos, las publicaciones de Lothane han abarcado más de uno de estos temas. Por ejemplo, Lothane frecuentemente trabaja en su búsqueda histórica con el objetivo de corregir conceptos erróneos de Freud en discusiones contemporáneas de técnica psicoanalítica.

## El Caso Schreber
Daniel Paul Schreber era un juez alemán quién fue recluido en hospitales psiquiátricos tres veces en su vida (1884, 1893, y 1907). El segundo episodio, durante el cual fue declarado legalmente demente, se convirtió un libro publicado en 1903, Denkwürdigkeiten eines Nervenkranken («Memorias de un Enfermo de Nervios»), publicado en inglés en 1955 bajo el título Memoirs of My Nervous Illness. Extrañamente, la traducción inglesa omitió el subtítulo «¿En qué circunstancia puede una persona considerada loca ser detenida en un asilo contra su voluntad declarada?» Así dejándolo fuera del título argumentando que Schreber únicamente buscaba recuperar su libertad. Gracias al innovador análisis de que Freud hizo sobre el libro de Schreber en 1911, el «Caso Schreber» se convirtió en una constante en la literatura psicoanalítica, en uno de los cuales Freud destacó, que el segundo episodio de enfermedad mental de Schreber, especialmente su llamada paranoia, fue causada por deseos homosexuales pasivos hacia su primer psiquiatra, Paul Flechsig.
El caso Schreber se volvió famoso nuevamente en 1959 con la publicación del ensayo «Schreber: padre e hijo,» por el psicoanalista norteamericano W.G. Niederland. Niederland argumentó que Schreber fue maltratado de niño por su padre Moritz por utilizar prácticas sádicas durante su crianza mediante el uso de aparatos ortopédicos torturantes, al cual, según Niederland, Schreber refirió en Capítulo XI de su libro. Morton Schatzmanargumentó esencialmente la misma tesis que Niederland en su best seller de 1973 Soul Murder. Persecution in the Family. En contraste, en la biografía de Han Israels 1989 sobre la familia de Schreber, argumentó que Moritz Schreber fue injustamente demonizado en la literatura. En aquel mismo año, la primera publicación de Lothane sobre Schreber apareció, centrado en el registro histórico de la relación entre Schreber y sus doctores. La investigación de Lothane fue una revisión exhaustiva de la biografía y la interpretación de la vida y trabajo de Paul Schreber, en parte porque fue basada en nuevas investigaciones archivísticas e históricas, centrado particularmente en las brechas ignoradas por Freud y Niederland. Por ejemplo, el estudio de Freud careció de menciones acerca de la madre o la esposa de Schreber, excepto en la medida de las especulaciones acerca de los últimos roles que tomó Schreber que pudo derivar en un dramatis personae en su vida, especialmente desde un punto de vista psicoanalítico. Parece que, tanto en los trabajo de Freud y Niederland no se le puso mucho esfuerzo en averiguar sobre las relaciones reales de Schreber con Flechsig, ya que los dos especularon mucho sobre las fantasías que tenía Schreber respecto de Flechsig, material que consta en varios archivos. La investigación de Lothane respecto Scheber, incluido en el libro En Defensa de Schreber, y algunos treinta artículos y revisiones publicadas entre 1989 y 2014 añadieron datos nuevos y, consecuentemente, nuevos análisis desconocidos para Freud, Niederland y otros investigadores, no sólo sobre el propio Schreber, sino sobre las principales figuras de su vida. Tal vez el elemento más original del enfoque de Lothane es el respeto a que muestra al propio Schreber, como pensador valioso por derecho propio y como un maestro impartiendo importantes lecciones a psiquiatras y psicoanalistas.
En Defensa de Schreber provocó aproximadamente 40 revisiones, variando de muy positivos a muy negativos. Por ejemplo, psiquiatra Richard Chessick habla positivamente del libro como corrección a "errores históricos innumerables": "Lothane en su laboriosa investigación histórica nos proporciona una comprensión profunda del estado de la psiquiatría en su momento y con un conocimiento de lo que Schreber tuvo que soportar con su mujer y otras figuras de autoridad." Otros revisores fueron más negativos, por ejemplo, Gerd Busse sobre la versión de 1992 del libro y Ernst Falzeder sobre su revisión de 2004. Algunas de las interpretaciones únicas de Lothane del caso Schreber aparecen en la película Shock Head Soul de 2011, una película sobre el caso Schreber.

## Sabina Spielrein
Sabina Spielrein fue una psiquiatra y psicoanalista un de ascendencia rusa-judía y la segunda mujer en unirse al círculo freudiano en Viena. En 1904, a la edad de 19 años, Spielrein viajó a Suiza para estudiar en la Universidad de Zürich. Poco después de su llegada, Spielrein tuvo un colapso nervioso y fue admitida en el hospital psiquiátrico de Burghölzli como paciente del director Eugen Bleuler y su adjunto C. G. Jung, entonces de 29 años de edad. Spielrein se convirtió en un recluso único, participando en los experimentos de la Asociación de Palabra de Jung y Franz Riklin y matriculándose como estudiante de medicina en la Escuela de Medicina de Zúrich donde, en 1911, logró el doctorado, escribiendo la primera investigación psicoanalítica de una paciente esquizofrénica como su disertación. Después de años de práctica como psicoanalista en Europa, Spielrien regresó a la Unión Soviética en 1923 donde enseñó psicoanálisis y trató a adultos y niños, hasta que el psicoanálisis fue prohibido bajo el régimen de Stalin. Después de la invasión alemana en 1942, Spielrein y sus dos hijas fueron asesinadas y enterradas en una fosa común. Los documentos recopilados de Spielrein se publicaron en Alemania, el más famoso de los cuales trataba sobre la destrucción como causa del devenir, un artículo que inspiró la teoría de Freud del instinto de muerte.
En 1906, Jung reportó a Freud que estaba tratando a una estudiante femenina sin nombre, un caso difícil que se hizo más difícil hasta su clímax dramático en 1909. Este hecho pasó desapercibido hasta 1980, cuando el analista junguiano Aldo Carotenuto publicó su libro A Secret Symmetry. Sabina Spielrein entre Jung y Freud (versión inglesa 1982), basada en el diario alemán de Spielrein y las cartas intercambiadas con Jung y Freud. Como resultado de ese libro, se aceptó ampliamente que Spielrein, como paciente, y Jung, mientras todavía su psiquiatra, se involucró en una relación sexual. Esto significaría una mala conducta profesional de parte de Jung, junto con un posible escándalo y deshonra, ya que Jung sospecharía que Spielrein de propagar rumores sobre él. Esta historia también implica que Jung y Freud conspiraron para silenciar el supuesto escándalo.
En 1999, Lothane llamó la atención sobre fuentes primarias desconocidas para autores ingleses, p. El diario de Spielrein en ruso y las cartas que Spielrein escribió a su madre (que Lothane puso a disposición en su traducción al inglés). Éstas fuentes llenaron los detalles significativos y previamente desconocidos sobre Spielrein como estudiante y sobre Jung como su profesor en escuela de medicina. El análisis de Lothane de las cartas argumentó que Jung mintió a Freud diciendo que Spielrein seguía siendo un paciente a partir de 1906 en adelante. Spielrein misma informó a Freud que el tratamiento terminó en 1905 y Jung confirmó que él "la trató" gratuitamente. Mientras que en las cartas a Freud, Jung se refirió a problemas en su matrimonio y a las tentaciones adúlteras, Jung siguió la charada del tratamiento para ocultar estos problemas reales y Freud decidió no comentar sobre ellos. Además, argumenta Lothane, Spielrein resuelve el enigma de su relación con Jung en una carta a su madre, llamando a su amistad de tintes eróticos con Jung como "poesía": "Hasta ahora hemos permanecido al nivel de la poesía que no es peligroso, y permaneceremos en ese nivel..."
Ya sea que se hayan involucrado en sexo "peligroso", más allá de tales tentaciones es un hecho que sólo conocen ellos. La evidencia existente, argumenta Lothane, no confirma la historia de que ellos participaron en una relación sexual.
En varios artículos, Lothane critica la literatura que sigue al libro de Carotenuto, que por regla general asume la mala conducta sexual de Jung y el encubrimiento de un escándalo público. Lothane sostiene que, incluso si Jung y Spielrein hubieran consumado su relación sexual aun estando como profesor y estudiante de medicina, esa situación seguiría siendo muy diferente de la mala conducta psiquiátrica y, por ejemplo, no sería motivo para reclamar daños y perjuicios. Lothane sostiene que, las interacciones de Spielrein con Jung, eran dramáticas y a veces melodramáticas, inspiradas por el motivo de las óperas de Liebestod de Wagner, aunque la evidencia sugiere que para Jung y Spielrein esto era metafórico: tales estados de ánimo estimularon ideas creativas en ambos y una reminiscencia nostálgica para Spielrein. Spielrein quería casarse con Jung y ser madre de su hijo, a quien llamaba Siegfried. Para Jung seguía siendo una musa, no una amante. Sexual o no sexual, su vínculo era de apoyo mutuo, amistad y "gran amor" (véase más adelante). En inglés, Lothane señala que hay una diferencia entre amar y gustar, pero "en otras lenguas el amor se refiere a 1) el amor escrito en grande, llamado agape, caritas, philia, sympathia, o 2) lujuria, es decir, libido, por lo tanto "amor" que abarca tanto el amor como el deseo sexual y el placer sexual, y el amor como apego"

## Psicología de amor y el sexo
A partir de 1982, Lothane publicó una serie de artículos sobre lo que él llamó "amor escrito en grande": el amor como un sentimiento, una emoción y una actividad, y por lo tanto como el fundamento de las relaciones interpersonales entre parejas y entre personas en grandes encuentros sociales y contextos. Para Lothane, el amor y su antagonista, el odio, que se manifiesta como agresión en el habla y la violencia en los actos, no son meramente sentimientos, sino también son las acciones, comportamientos o conductas más importantes en las relaciones interpersonales. El amor ha sido un tema descuidado y mal entendido en escritos psiquiátricos y psicoanalíticos, según Lothane
Esta visión llevó a Lothane a destacar una división significativa en Freud: (1) por una parte, empíricamente, a partir de 1890, primero en su práctica de sugestión y después como psicoterapeuta, Freud reconoció el papel del amor interpersonal y (2) por otra parte, teóricamente, en los Tres Ensayos Sobre la Teoría de la Sexualidad de 1905, Freud redujo el amor a la libido, postulando que la amistad y el amor son derivados del instinto sexual. Es como resultado de esta última teoría que Freud ha sido castigado por una serie de críticos por carecer de un enfoque interpersonal. Por ejemplo, al ver el "psicoanálisis relacional". Lothane ha argumentado la tesis opuesta, alegando que hay un "Freud interpersonal" que ha permanecido en gran parte no reconocido en la tradición psicoanalítica. Mientras que Lothane sostiene que Freud es monádico, es decir, centrado en las experiencias intrapersonales del paciente, en sus teorías del desorden, en su método psicoanalítico Freud es consistentemente diádico, es decir, interpersonal.
En 1892, Freud compuso un ensayo sobre la psicoterapia (publicado en 1905), en el que el amor se discutió como un componente del tratamiento. En 1893-1895, en Estudios Sobre la Histeria, el amor siguió desempeñando un papel en el tratamiento, como lo hizo en su segunda obra de época, La Interpretación de los Sueños. Lothane elaboró sobre los enfoques interpersonales de Freud a los trastornos traumáticos, el papel del humor en la psicoterapia y el método y la técnica de asociación libre en varios artículos. En estos textos, Lothane prefirió Harry Stack el uso de Sullivan del plazo "interpersonal" en contraste a "relacional" porque, Lothane argumentó, uno puede tener relaciones no sólo con personas pero con objetos y animales; de ahí "las relaciones interpesonales" no es una redundancia pero es una modificación operacional.
Según Lothane, fue Sandor Ferenczi, más que ninguna de las otras figuras importantes de la tradición psicoanalítica, quienes más contribuyeron a investigar el amor en su amplitud y en su significado para el psicoanálisis. En cuanto a la amplitud del concepto, Ferenczi entendió que el "amor" conoce cualquier número de sentimientos positivos y que son fundamentales para la práctica analítica, tales como la empatía, simpatía y procesos interpersonales emocionalmente positivos. Éstos son centrales al proceso analítico porque son centrales a la vida humana y social en general. En cuanto al significado del amor, Lothane conviene en principio que (1) con Ferenczi el amor y la ternura corporal incluyen la sexualidad pero no son reducibles a ella; (2) con Michael Balint, el seguidor más prominente de Ferenczi, que unificó el amor primario y la técnica psicoanalítica para el "amor o amor primario" (en la frase de Balint), es la levadura necesaria ... el verdadero motor del proceso terapéutico que hace la exploración subyacente de la frustración y el conflicto, y su eventual superación, posible".

## Metodología del psicoanálisis interpersonal
Comenzando en 1982 y continuando a lo largo de su carrera, Lothane publicó numerosos estudios sobre el método clínico de psiquiatría y psicoanálisis. Por ejemplo, en 1982 Lothane argumentó contra la definición de las alucinaciones y delirios como trastornos de la percepción, más que como fenómenos asociados con el sueño, el ensueño y la fantasía (tal como Eugen Bleuler argumentó contra Emil Kraepelin y Karl Jaspers). Gran parte del trabajo metodológico de Lothane intenta aclarar la naturaleza de la asociación libre y su papel fundamental en el psicoanálisis clínico. Desde el principio, Lothane utilizó conceptos de técnica elaborados por dos seguidores directos de Freud: la "escucha con el tercer oído" de Theodor Reik y el "instrumento de análisis" de Otto Isakower, que Lothane rebautizó como "asociación libre recíproca" con el fin de subrayar su estado operacional más que metafórico. Continuando el trabajo de sus predecesores, al referirse a la libre asociación como "recíproca", Lothane busca hacer hincapié en que: (1) no es sólo el analizante sino también el analista quien se asocia libremente en la situación clínica; (2) existe una dinámica interpersonal entre analista y analizado, de tal manera que el material que emerge de las asociaciones de uno evoca asociaciones en el otro y viceversa, a través de un proceso recíproco e interpersonal. Esta idea se remonta al capítulo de 1895 de Freud sobre la psicoterapia de la histeria, en sus casos de Estudios Sobre la Histeria y su definición del paciente en La Interpretación de los Sueños. Freud complementa estas ideas tanto para el paciente como para el médico en sus artículos de 1912-1915 sobre la técnica. En el trabajo del psicoanalista Mark Blechner, en el concepto del "tercio analítico" del psicoanalista Thomas Ogden y en la noción de "sueño asociativo" del Jungista August Cwik, se puede encontrar cierta similitud con las ideas de Lothane, aunque el concepto de Lothane parece enfatizar la dinámica entre los participantes Más que Ogden o Cwik.
Lothane conserva sus raíces explícitas en Freud y en la tradición psicoanalítica clásica, al mismo tiempo que enfatiza el carácter interpersonal de la vida y de la situación clínica, en contraste con muchos psicoanalistas relacionales contemporáneos. Esto es posible porque Lothane ve muchos más elementos interpersonales en la tradición psicoanalítica clásica que los psicoanalistas relacionales tienden a. Lothane sostiene que los teóricos contemporáneos psicoanalíticos han tendido a pasar por alto las dimensiones expresamente interpersonales de Freud. Desde la perspectiva interpersonal de Lothane, tanto el lenguaje como los actos de habla, así como el amor y las acciones de amor, son los fenómenos globales en los dramas de la vida, el desorden y la terapia. La consideración de estos factores llevó a Lothane a desarrollar su concepto de "Dramatología".

## Dramatología
Lothane introdujo la noción de dramatología como una forma de conceptualizar e ilustrar tanto la interacción humana en general como la naturaleza de la interacción terapéutica en particular. "Dramatología", término que todavía no se encuentra en los diccionarios estándar, es diferente de la dramaturgia, el arte de la composición dramática y su representación en el escenario o en el cine. La "dramatología" comparte objetivos y valores con la teoría del dramatismo propuesta por el crítico literario Kenneth Burke. Sin embargo, la dramatología difiere del dramatismo ya que representa un nuevo paradigma para la psicoterapia en particular y la interacción humana en general. Lothane acuñó el término "dramatología" como contraste y complemento al ya existente término "narratología", es decir, la conceptualización del estudio de las interacciones humanas en términos de narración
Los dramas son acontecimientos que ocurren "aquí y ahora", mientras que las historias se crean después de los acontecimientos y siempre en alguna medida para servir a las necesidades personales, históricas, culturales o políticas del narrador(es) en cuestión. Lothane observa que, tradicionalmente, el psicoanálisis veía como su material principal, las narrativas de un pasado recordado dicho al terapeuta. En contraste, Lothane sostiene que, si bien las historias son acerca del pasado, el acto de contar la historia al terapeuta es un evento en el aquí y ahora, por lo tanto una comunicación actual, escuchada por el terapeuta como en cualquier conversación cotidiana. Cuando la escucha es aumentada por la asociación libre recíproca, el proceso abarca no sólo el contenido consciente, sino también aprovecha sus conexiones inconscientes y ramificaciones para producir un recuerdo de las cosas pasadas que es a la vez más completo y perspicaz. El proceso de asociación libre se relaciona entonces con la función de la imaginación como un proceso que se basa en la aparición espontánea de imágenes mentales, que también desempeña un papel esencial en la comunicación. En palabras de Lothane, "Propongo el término «dramatología» ... como paradigma que se refiere a (1) dramatización en el pensamiento: imágenes y escenas vividas en sueños y fantasías, y (2) dramatización en acto: en diálogos y comunicación no verbal, tales como las expresiones faciales y los gestos entre dramatis personae involucrados en la trama de amor y odio, la fidelidad y la traición, la ambición y el fracaso, el triunfo y la derrota, el miedo y el pánico, la desesperación y la esperanza". Lothane Refiere a esto como la "acción de lengua" más que "lenguaje de acción," tal como Bromberg enfatiza en un artículo sobre la técnica en análisis relacional.
Así, la dramatología completa la narratología. El paciente y el terapeuta alternan en su papel de hablante y oyente y en los procesos de asociación libre recíproca, evocando continuamente las imágenes, que se combinan en actos de interpretación y confrontación, lo que a su vez crea la percepción. En la vida real, la persona que acude a un psiquiatra o psicoanalista se presenta como un individuo único en apariencia física, vestimenta, casta e identidad cultural y que se comunica en un estilo individual a través de palabras y emociones, tono de voz, postura y gestos de cara, cuerpo, extremidades y más. La historia que la persona cuenta, diferente de una historia escrita, es en sí misma el comienzo de una relación dramática continua. Si todos los comportamientos de la persona son traducidos por el psiquiatra en síntomas, síndromes y sistemas, y moldeados en diagnósticos, por ejemplo, de una orientación kraepeliniana o jaspersiana, el resultado puede ser que la singularidad del individuo se pierda en el proceso de abstracción y generalización. El psicoanalista, además de lo anterior, puede formular los comportamientos individuales de la persona como la dinámica de la transferencia, más que el despliegue de un drama personal e interpersonal.
Mientras que la dramatización interpersonal inspirada en la dramatología respecto de la importancia de los diagnósticos y de las fórmulas dinámicas interpretativas en el discurso científico y en otros lugares, se esfuerza por hacer contacto con la realidad viva de la persona en el encuentro terapéutico más allá de las etiquetas diagnósticas y las interpretaciones estructuradas por una fórmula ya conocida, usando la observación del participante. (Harry Stack Sullivan), la empatía, la asociación libre recíproca y la confrontación como algunas de sus herramientas básicas. En el proceso de terapia de drama interpersonal, los llamados síntomas del trastorno se convierten de nuevo en eventos en la historia de vida del paciente, de los cuales estos síntomas se derivan en manifestaciones derivativas.
En 2011, Duncan Reyburn se refirió a la dramatología, en relación con la filosofía de G. K. Chesterton, como un enfoque hermenéutico "dramatúrgico" que está arraigado en una "comprensión dramática de la naturaleza del ser".

## Psicología de masas y nazismo
Freud hizo historia con su ensayo de 1921 sobre psicología de masas (perdido en la traducción inglesa, como psicología del grupo). al destacar la dinámica interpersonal entre un líder y las masas dirigidas por él. Citando a Le Bon "el individuo que forma parte de una multitud adquiere un sentimiento de poder invencible, el sentimiento de responsabilidad desaparece por completo por el contagio, es una criatura que actúa por instinto con la violencia, la ferocidad, el entusiasmo y el heroísmo de los seres primitivos", a lo cual añadió Freud: "en el grupo, el individuo rechaza las represiones de sus impulsos inconscientes, todo lo que es malo en la mente humana, la desaparición de la conciencia, el sentido de la omnipotencia por las relaciones amorosas (o, para usar una expresión más neutral, como lazos emocionales) también constituyen la esencia de la mente de la masa, la cabeza - Cristo, el Comandante en Jefe -- ama a todos con un amor igual como una especie de hermano mayor, como su padre sustituto; se invoca la semejanza con la familia: el individuo abandona su ideal del yo y lo sustituye por el ideal grupal que encarna el líder la necesidad de un jefe fuerte".
Los principales análisis del fenómeno nazi se han centrado principalmente en la persona, el carácter y la biografía de Adolf Hitler y sólo en un grado limitado al carácter de las masas que le siguieron y la interacción entre Hitler y las masas. En contraste, Lothane estudió la psicología de masas del nazismo uniendo las ideas de Freud a la psicología de masas del fascismo de 1933 de Wilhelm Reich para iluminar el surgimiento de la tiranía nazi, la persecución de los médicos judíos-alemanes, psiquiatras, psicoanalistas y el Holocausto. Lothane también ha notado la implicación de su análisis del nazismo para entender el reciente surgimiento de los fundamentalismos religiosos violentos y militantes.

## Proyecto actual
Lothane Actualmente está trabajando en estudio sobre Sabina Spielrein.

## Premios
- 1991, La Nancy Roeske Certificado de Excelencia por Alumnado Médico, por la Asociación Psiquiátrica Americana
- 1993, Premio del reconocimiento al autor del Postgraduate Center for Mental Health por su libro: En Defensa de Schreber:  Asesinato de Alma y Psiquiatría,  1992
- 1995-98, Presidente, Sociedad americana de Médicos Psicoanalistas, 1995@–1998
- 2001, Socio Distinguido de la Asociación Psiquiátrica Americana
- 2011, Thomas S. Szasz Premio por contribuciones excepcionales a la causa de las libertades civiles

También ha sido el Presidente de Union of Concerned Psychoanalysts and Psychotherapists. Es un miembro activo de la Asociación Psicoanalítica Internacional, y es miembro honorario de Asociación Psiquiátrica de Polonia
De 1985 a 2004 fue Director de Ciencias de la Revista Psicoanalítica; Desde 2005 forma parte del Consejo Editorial de la Revista del Journal of Social Distress and the Homeless, desde el año 2000 forma parte del Consejo Editorial del Foro Internacional de Psicoanálisis; desde 2005 es editor corresponsal de la Revista Europea de Psicoanálisis